# Reculfoz
Reculfoz é uma comuna francesa na região administrativa de Borgonha-Franco-Condado, no departamento de Doubs. Estende-se por uma área de 2,54 km², com habitantes, segundo os censos de 1999, com uma densidade de 15 hab/km².